# Novomoskovsk
Novomoskovsk (rusko Новомоско́вск) je mesto in upravno središče Novomoskovskega rajona v Tulski oblasti v Rusiji. Leži pri izviru rek Don in Šat. Leta 2010 je imelo mesto 131.386 prebivalcev.

## Zgodovina
Začetki mesta segajo v 18. stoletje (leto 1765), uradno pa je bilo ustanovljeno leta 1930 pod imenom Bobriki (Бобрики). Ime izvira iz imena plemiške rodbine Bobrinskih, ki so imeli posesti v kraju. Leta 1933 je bilo preimenovano v Stalinogorsk (Сталиногорск).
Mesto je bilo zgrajeno v času prve petletke 1928−1932. To je bil en od največjih projektov prve petletke, zgrajeno je bilo mesto za 50.000 ljudi. Leta 1933 je bil odprta Bobrinska kemična tovarna, ki je bila konec leta 1933 preimenovana v Stalinogorsko kemično tovarno (danes NPO Azot).
Leta 1934 je bila zgrajena Stalinogorska elektrarna, leta 1936 pa še druga kemična tovarna v kraju (danes Orgsintez), ki je postala največji proizvajalec fenola v državi in država ni bila več odvisna od uvoza fenola.
V prvi polovici 30. let 20. stoletja je Stalinogorsk postal prestolnica regije Mosbass, bogate s premogom.
Med 22. novembrom in 11. decembrom 1941 je bilo mesto pod nemško zasedbo. V času druge svetovne vojne je bilo mesto en glavnih ciljev nemške ofenzive in ga je Luftwaffe vsakodnevno bombardirala. Kemično tovarno je ZSSR preselila v Permski okraj.
Leta 1961 je dobilo sedanje ime. 14. januarja 1971 je bilo odlikovano z redom rdeče delavske zastave.